# Branislav Knežević
Branislav Knežević (serbio cirílico: Бранислав Кнежевић, nacido el 20 de junio de 2002; Šabac) es un futbolista serbio que juega como centrocampista en el FK Železničar Pančevo de la Superliga de Serbia.

## Trayectoria
El 6 de septiembre de 2021 firma libre por el Elche CF para jugar en su filial en la Tercera Federación procedente del FC Mačva Šabac de su país natal. Logra debutar con el primer equipo el 12 de noviembre de 2022 al partir como titular en una victoria por 3-0 frente al CD Alcora en la Copa del Rey.

## Clubes
Actualizado al último partido disputado el 12 de noviembre de 2022.
| Club               | País   | Año       | Partidos | Goles |
| ------------------ | ------ | --------- | -------- | ----- |
| FC Mačva Šabac     | Serbia | 2020-2021 | 36       | 6     |
| Elche CF Ilicitano | España | 2022-act. | 16       | 5     |
| Elche CF           | España | 2022-act. | 1        | 0     |